# Money in the Bank 2015
Money in the Bank (2015) was een professioneel worstel-pay-per-view (PPV) en WWE Network evenement dat georganiseerd werd door de WWE. Het was de zesde editie van Money in the Bank. Het vond plaats op 14 juni 2015 in het Nationwide Arena in Columbus (Ohio).
Het "Main Event" was een een-op-een match voor het WWE World Heavyweight Championship tussen kampioen Seth Rollins en Dean Ambrose.

## Wedstrijden
| Nr.                                                                          | Match | Winnaar(s)                           |
| ---------------------------------------------------------------------------- | --- | ------------------------------------ |
| 1PS                                                                          | R-Truth vs. King Barrett in een één-op-één match | R-Truth                              |
| 2                                                                            | Randy Orton vs. Kofi Kingston vs. Neville vs.Sheamus vs. Kane vs. Roman Reigns in een Money in the Bank ladder match voor het WWE World Heavyweight Championship-contract | Sheamus                              |
| 3                                                                            | Nikki Bella vs. Paige in een één-op-één match voor het WWE Divas Championship                                                                                             | Nikki Bella (c)                      |
| 4                                                                            | Ryback (c) vs. Big Show in een één-op-één match voor het WWE Intercontinental Championship                                                                                | Big Show; diskwalificatie Ryback (c) |
| 5                                                                            | John Cena vs. Kevin Owens in een Champion vs. Champion match | John Cena                            |
| 6                                                                            | The New Day (Big E & Xavier Woods) (c) vs. Prime Time Players (Titus O'Neil & Darren Young) in een tag team match voor het WWE Tag Team Championship                      | Prime Time Players (nc)              |
| 7                                                                            | Seth Rollins (c) vs. Dean Ambrose in een één-op-één match voor het WWE World Heavyweight Championship                                                                     | Seth Rollins (c)                     |
| (c) huidige kampioen voor en na de match \| (nc) nieuwe kampioen na de match | |                                      |